# عين ثربان الحارة
عين ثربان الحارة هي ينبوع مائي كبريتي مركز من الهيدروجين العالي النسبة. يمتاز بحرارته شتاًء ويكون في فصول الربيع والخريف والصيف أقل حرارة. بفارق درجتين مئوية إلى أربع درجات تقريبا. وكذلك يرتادها السياح والأهالي للأستحمام  وللإفادة منها بهدف الشفاء من بعض الأمراض العضلية والمزمنة ولعلاج الآلام المفاصل والعظام وبعض الحروق وكذلك بعض الأمراض الجلدية وغيرها.

## درجات الحرارة العظمى والصغرى المسجلة
- العظمى في الشتاء حيث تقارب الـ 55 درجة  مئوية.
- الصغرى في الخريف حيث تقارع الـ 50 درجة مئوية.

## الموقع
تقع العين الحارة بثربان جنوب غرب مركز ثربان ؛تقع تحديدا بقرية  الأحسرين بالطلاليع التابعة لمركز ثربان.

## تاريخ البناية والتصميم
كانت العين الحارة قديما ذات شهرة أقل من الوقت الحالي كونها كانت مقصد القاطنين حولها فقط . لكن منذو عام  1401 هـ ذاع  صيتها للكثير من الزائرين والمستكشفين للمنطقة ؛ و قرر أهالي المنطقة الساكنين حولها تصميمها وبنائها. وقد حققوا نجاحا في تركيب أربعة جدران إسمنتية حولها لتنقيع الماء وحفظة وكانت مساهمتهم فعالة وناجحة في تغيير الينبوع في طريقة حفرة وترصيص الأحجار بجانبه.